# Paracymoriza prodigalis
Paracymoriza prodigalis is een vlinder uit de familie van de grasmotten (Crambidae), uit de onderfamilie van de Acentropinae. De wetenschappelijke naam van deze soort is voor het eerst gepubliceerd in 1889 door John Henry Leech.
De soort komt voor in Noord-Korea en Japan.